# Give ’Em Enough Rope
Give ’Em Enough Rope (с англ. — «Только дай им верёвку») (ср. с пословицей: "Give a man enough rope and he will hang himself" — "только дай ему верёвку — и он повесится") — второй студийный альбом британской рок-группы The Clash, вышедший в 1978 году.
К 1978 году The Clash стали одной из самых известных новых групп Великобритании, и вполне ожидаемо альбом занял 2-е место в британском хит-параде. По содержанию альбом наследовал духу дебютной пластинки The Clash, однако звучание было более чистым и отшлифованным, в чём заслуга продюсера Сэнди Перлмана.
Работа над альбомом началась с репетиций в январе 1978 года и продолжалась 8 месяцев. Часть песен была написана во время творческой командировки Мика Джонса и Джо Страммера на Ямайку в начале года. В марте начались первые записи с нью-йоркским продюсером Сэнди Перлманом, работавшим с Blue Öyster Cult: в CBS Records надеялись, чтобы альбом, записанный опытным продюсером-американцем, будет приемлем для американского рынка. Репетиции и записи в разных студиях проходили всю весну и лето. В августе Перлман с Джонсом и Страммером переехали в США, где в течение двух месяцев доделывали альбом в Сан-Франциско и Нью-Йорке.
Альбом вышел 10 ноября 1978 года. Несмотря на то, что он добрался до 2-го места, критики нашли альбом слишком отшлифованным и перегруженным аранжировками. В поддержку альбома прошло двухмесячное британское турне Sort It Out.

## Обложка
Обложка альбома оформлена Берни Родсом, менеджером группы, и бас-гитаристом Полом Симононом.

## Альбомные синглы
- «Tommy Gun» / «1-2 Crush On You» (ноябрь 1978)
- «English Civil War» / «Pressure Drop» (февраль 1979)

## Список композиций
1. «Safe European Home» — 3:50
2. «English Civil War» — 2:35
3. «Tommy Gun» — 3:17
4. «Julie’s Been Working for the Drug Squad» — 3:03
5. «Last Gang in Town» — 5:14
6. «Guns on the Roof» — 3:15
7. «Drug-Stabbing Time» — 3:43
8. «Stay Free» — 3:40
9. «Cheapskates» — 3:25
10. «All the Young Punks (New Boots and Contracts)» — 4:55